# Élections cantonales de 2001 dans le Finistère
Les élections cantonales françaises de 2001 ont eu lieu les 11 et 18 mars 2001, conjointement avec les élections municipales.

## Contexte départemental

### Assemblée départementale sortante
| Parti                              | Sigle   | Élus |
| ---------------------------------- | ------- | ---- |
| Majorité (28 sièges)               |         |      |
| Parti socialiste                   | PS      | 26   |
| Parti communiste français          | App.PCF | 2    |
| Opposition (26 sièges)             |         |      |
| Rassemblement pour la République   | RPR     | 16   |
| Union pour la démocratie française | UDF     | 10   |
| Président du conseil général       |         |      |
| Pierre Maille (PS)                 |         |      |

## Résultats à l'échelle du département
Répartition départementale des résultats (1er tour).
- EXG-PCF-Alt. (7,21 %)
- PS-DVG-PRS (34,99 %)
- Verts-UDB (9,82 %)
- UDF (17,08 %)
- RPR-DL (12,68 %)
- DVD (12,15 %)
- FN-MNR (4,46 %)

| Étiquette  | Étiquette                          | Premier tour | Premier tour | Second tour | Second tour | Sièges |
| Étiquette  | Étiquette                          | Voix         | %            | Voix        | %           | Sièges |
| ---------- | ---------------------------------- | ------------ | ------------ | ----------- | ----------- | ------ |
|            | Parti socialiste                   | 61 756       | 30,39        | 65 080      | 45,05       | 10     |
|            | Les Verts                          | 15 384       | 7,57         |             |             |        |
|            | Parti communiste français          | 12 267       | 6,04         |             |             | 1      |
|            | Divers gauche                      | 7 857        | 3,87         | 2 541       | 1,76        | 0      |
|            | Extrême-gauche                     | 3 108        | 1,53         |             |             |        |
|            | Parti radical de gauche            | 1 220        | 0,60         | 2 342       | 1,62        | 0      |
| Gauche     | Gauche                             | 101 592      | 49,99        | 69 963      | 48,43       | 11     |
|            |                                    |              |              |             |             |        |
|            | Union pour la démocratie française | 31 130       | 15,32        | 21 304      | 14,75       | 4      |
|            | Divers droite                      | 27 082       | 13,33        | 32 380      | 22,42       | 8      |
|            | Rassemblement pour la République   | 19 405       | 9,55         | 13 856      | 9,59        | 2      |
|            | Démocratie libérale                | 6 362        | 3,13         | 6 953       | 4,81        | 1      |
|            | Front national                     | 6 306        | 3,10         |             |             |        |
|            | Mouvement national républicain     | 2 619        | 1,29         |             |             |        |
|            | Rassemblement pour la France       | 2 602        | 1,28         |             |             |        |
|            | Génération écologie                | 415          | 0,20         |             |             |        |
| Droite     | Droite                             | 95 921       | 47,20        | 74 493      | 51,57       | 15     |
|            |                                    |              |              |             |             |        |
|            | Régionalisme                       | 5 693        | 2,80         |             |             |        |
|            |                                    |              |              |             |             |        |
| Inscrits   | Inscrits                           | 307 046      | 100,00       | 231 373     | 100,00      |        |
| Abstention | Abstention                         | 96 945       | 68,43        | 150 540     | 65,06       |        |
| Votants    | Votants                            | 210 101      | 68,43        | 80 833      | 65,06       |        |
| Votants    | Votants                            | 6 895        | 3,28         | 6 084       | 4,04        |        |
| Exprimés   | Exprimés                           | 203 206      | 96,72        | 144 456     | 95,96       |        |

### Résultats en nombre de sièges
| Parti | Sièges mis en jeu | Élus | Évolution |
| ----- | ----------------- | ---- | --------- |
| PS    | 11                | 10   | -1        |
| DVG   | 1                 | 1    | =         |
| RPR   | 5                 | 2    | -3        |
| UDF   | 8                 | 7    | -1        |
| DVD   | 1                 | 5    | +4        |
| DL    | 0                 | 1    | +1        |

### Assemblée départementale élue
| Parti                              | Sigle   | Élus |
| ---------------------------------- | ------- | ---- |
| Majorité (27 sièges)               |         |      |
| Parti socialiste                   | PS      | 25   |
| Parti communiste français          | App.PCF | 2    |
| Opposition (27 sièges)             |         |      |
| Rassemblement pour la République   | RPR     | 12   |
| Union pour la démocratie française | UDF     | 9    |
| Divers droite                      | DVD     | 5    |
| Démocratie libérale                | DL      | 1    |
| Président du conseil général       |         |      |
| Pierre Maille (PS)                 |         |      |

### Liste des élus
| Canton                  | Conseiller sortant   | Parti | Parti | Conseiller élu          | Parti | Parti |
| ----------------------- | -------------------- | ----- | ----- | ----------------------- | ----- | ----- |
| Brest-Bellevue          | Joseph Gourmelon     |       | PS    | Joseph Gourmelon        |       | PS    |
| Brest-Centre            | Yannick Marzin       |       | UDF   | Yannick Marzin          |       | UDF   |
| Briec                   | André Angot          |       | RPR   | André Angot             |       | RPR   |
| Châteaulin              | Kofi Yamgnane        |       | PS    | Kofi Yamgnane           |       | PS    |
| Châteauneuf-du-Faou     | François Riou        |       | PS    | François Riou           |       | PS    |
| Douarnenez              | Joseph Trétout*      |       | UDF   | Philippe Paul           |       | UDF   |
| Le Faou                 | Jean Crenn*          |       | RPR   | Roger Mellouët          |       | PS    |
| Guipavas                | Marcel Dantec        |       | UDF   | Marcel Dantec           |       | UDF   |
| Huelgoat                | Daniel Créoff        |       | DVG   | Daniel Créoff           |       | DVG   |
| Landerneau              | Emmanuel Cuiec*      |       | RPR   | Marie-Françoise Le Guen |       | DVD   |
| Landivisiau             | Charles Miossec*     |       | RPR   | Clotilde Dubrœucq       |       | PS    |
| Lesneven                | Roger Calvez*        |       | UDF   | Jérôme Ronvel           |       | DVD   |
| Morlaix                 | Jean-Jacques Cléach* |       | PS    | Michel Le Goff          |       | PS    |
| Ouessant                | Jean-Yves Cozan      |       | DVD   | Jean-Yves Cozan         |       | DVD   |
| Plogastel-Saint-Germain | Michel Canévet       |       | UDF   | Michel Canévet          |       | UDF   |
| Ploudiry                | François Marc        |       | PS    | François Marc           |       | PS    |
| Plouigneau              | Robert Moreau        |       | PS    | Joseph Urien            |       | UDF   |
| Pont-Aven               | Jean-Yves Le Meur    |       | PS    | Gérard Martin           |       | DVD   |
| Quimper-1               | Jean-Claude Joseph   |       | PS    | Jean-Louis Gagnepain    |       | DL    |
| Quimper-2               | Pierre Faucher*      |       | PS    | Maryvonne Blondin       |       | PS    |
| Quimper-3               | Alain Gérard*        |       | RPR   | Armelle Huruguen        |       | PS    |
| Quimperlé               | Louis Le Pensec      |       | PS    | Louis Le Pensec         |       | PS    |
| Saint-Renan             | Bernard Foricher     |       | DVD   | Bernard Foricher        |       | DVD   |
| Scaër                   | François Bleuzen*    |       | UDF   | Jeanne-Yvonne Triché    |       | UDF   |
| Sizun                   | Jean-Pierre Breton   |       | RPR   | Jean-Pierre Breton      |       | RPR   |
| Taulé                   | Claude Bernard*      |       | UDF   | Raymond Mercier         |       | DVD   |

*Conseillers généraux sortants ne se représentant pas

## Résultats par canton

### Canton de Brest-Centre
| Candidats      | Candidats         | Étiquette      | Premier tour | Premier tour | Second tour | Second tour |
| Candidats      | Candidats         | Étiquette      | Voix         | %            | Voix        | %           |
| -------------- | ----------------- | -------------- | ------------ | ------------ | ----------- | ----------- |
|                | Yannick Marzin *  | UDF            | 2 534        | 44,68        | 3 501       | 59,92       |
|                | Christiane Migot  | PRG            | 898          | 15,83        | 2 342       | 40,08       |
|                | Marif Loussouarn  | Les Verts      | 735          | 12,96        |             |             |
|                | Gaëlle Abily      | PCF            | 475          | 8,38         |             |             |
|                | Robert Ryckelynck | RPF            | 294          | 5,18         |             |             |
|                | Pierre Fourel     | FB             | 170          | 3,00         |             |             |
|                | Yves Sellier      | FN             | 156          | 2,75         |             |             |
|                | Christian Simon   | UDB            | 155          | 2,73         |             |             |
|                | Olivier Morize    | MNR            | 154          | 2,72         |             |             |
|                | Claude Differ     | GÉ             | 100          | 1,76         |             |             |
|                |                   |                |              |              |             |             |
| Inscrits       | Inscrits          | Inscrits       | 10 748       | 100,00       | 10 748      | 100,00      |
| Abstention     | Abstention        | Abstention     | 4 935        | 45,91        | 4 690       | 43,64       |
| Votants        | Votants           | Votants        | 5 813        | 54,09        | 6 058       | 56,36       |
| Blancs et nuls | Blancs et nuls    | Blancs et nuls | 142          | 2,44         | 215         | 3,55        |
| Exprimés       | Exprimés          | Exprimés       | 5 671        | 97,56        | 5 843       | 96,45       |

*sortant

### Canton de Brest-Bellevue
| Candidats      | Candidats          | Étiquette      | Premier tour | Premier tour | Second tour | Second tour |
| Candidats      | Candidats          | Étiquette      | Voix         | %            | Voix        | %           |
| -------------- | ------------------ | -------------- | ------------ | ------------ | ----------- | ----------- |
|                | Joseph Gourmelon * | PS             | 1 697        | 43,60        | 2 652       | 67,00       |
|                | Régis Hebert       | DL             | 882          | 22,66        | 1 306       | 33,00       |
|                | Pierre Cocquebert  | Les Verts      | 409          | 10,51        |             |             |
|                | Jacqueline Héré    | PCF            | 315          | 8,09         |             |             |
|                | Patrick Moulin     | FN             | 236          | 6,06         |             |             |
|                | André Cherblanc    | LO             | 204          | 5,24         |             |             |
|                | Luc Prijar         | UDB            | 88           | 2,26         |             |             |
|                | Erwan Hupel        | Emgann         | 61           | 1,57         |             |             |
|                |                    |                |              |              |             |             |
| Inscrits       | Inscrits           | Inscrits       | 8 070        | 100,00       | 8 070       | 100,00      |
| Abstention     | Abstention         | Abstention     | 4 032        | 49,96        | 3 923       | 48,61       |
| Votants        | Votants            | Votants        | 4 038        | 50,04        | 4 147       | 51,39       |
| Blancs et nuls | Blancs et nuls     | Blancs et nuls | 146          | 3,62         | 189         | 4,56        |
| Exprimés       | Exprimés           | Exprimés       | 3 892        | 96,38        | 3 958       | 95,44       |

*sortant

### Canton de Briec
| Candidats      | Candidats          | Étiquette      | Premier tour | Premier tour | Second tour | Second tour |
| Candidats      | Candidats          | Étiquette      | Voix         | %            | Voix        | %           |
| -------------- | ------------------ | -------------- | ------------ | ------------ | ----------- | ----------- |
|                | André Angot *      | RPR            | 2 190        | 42,37        | 3 133       | 63,99       |
|                | Jean-Paul Le Pann  | PS             | 1 131        | 21,88        | 1 763       | 36,01       |
|                | François Rolland   | DVD            | 943          | 18,24        | Retrait     | Retrait     |
|                | Joseph Bernard     | DVD            | 673          | 13,02        |             |             |
|                | Jean-Claude Perrot | PCF            | 118          | 2,28         |             |             |
|                | Jacques Hermann    | FN             | 114          | 2,21         |             |             |
|                |                    |                |              |              |             |             |
| Inscrits       | Inscrits           | Inscrits       | 6 961        | 100,00       | 6 961       | 100,00      |
| Abstention     | Abstention         | Abstention     | 1 657        | 23,80        | 1 837       | 26,40       |
| Votants        | Votants            | Votants        | 5 304        | 76,20        | 5 122       | 73,58       |
| Blancs et nuls | Blancs et nuls     | Blancs et nuls | 135          | 2,55         | 226         | 4,41        |
| Exprimés       | Exprimés           | Exprimés       | 5 169        | 97,46        | 4 896       | 95,59       |

*sortant

### Canton de Châteaulin
| Candidats      | Candidats            | Étiquette      | Premier tour | Premier tour | Second tour | Second tour |
| Candidats      | Candidats            | Étiquette      | Voix         | %            | Voix        | %           |
| -------------- | -------------------- | -------------- | ------------ | ------------ | ----------- | ----------- |
|                | Kofi Yamgnane *      | PS             | 4 004        | 42,10        | 4 542       | 50,78       |
|                | Jean-Jacques Plourin | UDF            | 3 576        | 37,60        | 4 403       | 49,22       |
|                | Claire Le Guen-Kowal | PCF            | 669          | 7,03         |             |             |
|                | Pierre Kersalé       | UDB            | 651          | 6,85         |             |             |
|                | Raymond Le Guen      | FN             | 342          | 3,60         |             |             |
|                | Pierre Rittemard     | MNR            | 143          | 1,50         |             |             |
|                | Jean-Yves Quéinnec   | App.Adsav      | 125          | 1,31         |             |             |
|                |                      |                |              |              |             |             |
| Inscrits       | Inscrits             | Inscrits       | 13 466       | 100,00       | 13 466      | 100,00      |
| Abstention     | Abstention           | Abstention     | 3 514        | 26,10        | 4 109       | 30,55       |
| Votants        | Votants              | Votants        | 9 952        | 73,91        | 9 339       | 69,35       |
| Blancs et nuls | Blancs et nuls       | Blancs et nuls | 442          | 4,44         | 394         | 4,22        |
| Exprimés       | Exprimés             | Exprimés       | 9 510        | 95,56        | 8 945       | 95,78       |

*sortant

### Canton de Châteauneuf-du-Faou
| Candidats      | Candidats         | Étiquette      | Premier tour | Premier tour | Second tour | Second tour |
| Candidats      | Candidats         | Étiquette      | Voix         | %            | Voix        | %           |
| -------------- | ----------------- | -------------- | ------------ | ------------ | ----------- | ----------- |
|                | François Riou *   | PS             | 3 840        | 47,52        | 4 307       | 56,93       |
|                | Jean-René Joncour | App.UDF        | 3 202        | 39,63        | 3 259       | 43,07       |
|                | David Derrien     | UDB            | 419          | 5,19         |             |             |
|                | Gilles Rivière    | PCF            | 332          | 4,11         |             |             |
|                | Christine Daniel  | FN             | 287          | 3,55         |             |             |
|                |                   |                |              |              |             |             |
| Inscrits       | Inscrits          | Inscrits       | 10 373       | 100,00       | 10 373      | 100,00      |
| Abstention     | Abstention        | Abstention     | 2 055        | 19,81        | 2 588       | 24,95       |
| Votants        | Votants           | Votants        | 8 318        | 80,19        | 7 785       | 75,05       |
| Blancs et nuls | Blancs et nuls    | Blancs et nuls | 238          | 2,86         | 219         | 2,81        |
| Exprimés       | Exprimés          | Exprimés       | 8 080        | 97,14        | 7 566       | 97,19       |

*sortant

### Canton de Douarnenez
Joseph Trétout (UDF) élu depuis 1994 ne se représente pas.
| Candidats      | Candidats          | Étiquette      | Premier tour | Premier tour | Second tour | Second tour |
| Candidats      | Candidats          | Étiquette      | Voix         | %            | Voix        | %           |
| -------------- | ------------------ | -------------- | ------------ | ------------ | ----------- | ----------- |
|                | Philippe Paul      | UDF (*)        | 3 573        | 30,03        | 6 254       | 53,00       |
|                | Albert Billon      | PS             | 2 604        | 21,88        | 5 547       | 47,00       |
|                | Yves Youinou       | RPR            | 1 593        | 13,39        |             |             |
|                | Hugues Tupin       | PCF            | 1 058        | 8,89         |             |             |
|                | Bernard Uguen      | Verts (ex GÉ)  | 1 027        | 8,63         |             |             |
|                | Jean-Louis Griveau | GRIL-Alt.      | 671          | 5,64         |             |             |
|                | Yves Jardin        | UDB            | 494          | 4,15         |             |             |
|                | Bertrand Coroller  | DVD            | 443          | 3,72         |             |             |
|                | Pierre Montfort    | FN             | 437          | 3,67         |             |             |
|                |                    |                |              |              |             |             |
| Inscrits       | Inscrits           | Inscrits       | 19 024       | 100,00       | 19 024      | 100,00      |
| Abstention     | Abstention         | Abstention     | 6 722        | 35,33        | 6 721       | 35,34       |
| Votants        | Votants            | Votants        | 12 302       | 64,67        | 12 297      | 64,66       |
| Blancs et nuls | Blancs et nuls     | Blancs et nuls | 402          | 3,27         | 496         | 4,03        |
| Exprimés       | Exprimés           | Exprimés       | 11 900       | 96,73        | 11 801      | 95,97       |

### Canton du Faou
Jean Crenn (RPR) élu depuis 1976 ne se représente pas.
| Candidats      | Candidats            | Étiquette      | Premier tour | Premier tour | Second tour | Second tour |
| Candidats      | Candidats            | Étiquette      | Voix         | %            | Voix        | %           |
| -------------- | -------------------- | -------------- | ------------ | ------------ | ----------- | ----------- |
|                | Roger Mellouët       | PS             | 1 767        | 48,19        | 1 907       | 54,74       |
|                | Jacqueline Berthevas | RPR (*)        | 1 573        | 42,90        | 1 577       | 45,26       |
|                | Christian Le Goff    | PCF            | 192          | 5,24         |             |             |
|                | Jean-Pierre Fournier | FN             | 80           | 2,18         |             |             |
|                | Roger Clorennec      | MNR            | 55           | 1,50         |             |             |
|                |                      |                |              |              |             |             |
| Inscrits       | Inscrits             | Inscrits       | 4 928        | 100,00       | 4 927       | 100,00      |
| Abstention     | Abstention           | Abstention     | 1 155        | 23,44        | 1 357       | 27,54       |
| Votants        | Votants              | Votants        | 3 773        | 76,56        | 3 570       | 72,46       |
| Blancs et nuls | Blancs et nuls       | Blancs et nuls | 106          | 2,81         | 86          | 2,41        |
| Exprimés       | Exprimés             | Exprimés       | 3 667        | 97,19        | 3 484       | 97,59       |

### Canton de Guipavas
| Candidats      | Candidats       | Étiquette      | Premier tour | Premier tour |
| Candidats      | Candidats       | Étiquette      | Voix         | %            |
| -------------- | --------------- | -------------- | ------------ | ------------ |
|                | Marcel Dantec * | UDF            | 6 075        | 54,54        |
|                | Alain Quéffelec | PS             | 3 417        | 30,68        |
|                | Ronan Tanguy    | PCF            | 1 111        | 9,97         |
|                | Claude Hermann  | FN             | 282          | 2,53         |
|                | Olivier Guéguen | MNR            | 253          | 2,25         |
|                |                 |                |              |              |
| Inscrits       | Inscrits        | Inscrits       | 17 494       | 100,00       |
| Abstention     | Abstention      | Abstention     | 6 068        | 34,69        |
| Votants        | Votants         | Votants        | 11 426       | 65,31        |
| Blancs et nuls | Blancs et nuls  | Blancs et nuls | 288          | 2,52         |
| Exprimés       | Exprimés        | Exprimés       | 11 138       | 97,48        |

*sortant

### Canton d'Huelgoat
| Candidats      | Candidats         | Étiquette      | Premier tour | Premier tour |
| Candidats      | Candidats         | Étiquette      | Voix         | %            |
| -------------- | ----------------- | -------------- | ------------ | ------------ |
|                | Daniel Créoff *   | PCF            | 2 022        | 57,10        |
|                | Gérard Guen       | Verts-UDB      | 719          | 20,30        |
|                | Jean-Claude Point | RPR            | 642          | 18,13        |
|                | Cécile Storez     | FN             | 158          | 4,46         |
|                |                   |                |              |              |
| Inscrits       | Inscrits          | Inscrits       | 4 606        | 100,00       |
| Abstention     | Abstention        | Abstention     | 922          | 20,02        |
| Votants        | Votants           | Votants        | 3 684        | 79,98        |
| Blancs et nuls | Blancs et nuls    | Blancs et nuls | 143          | 3,88         |
| Exprimés       | Exprimés          | Exprimés       | 3 541        | 96,12        |

*sortant

### Canton de Landerneau
Emmanuel Cuiec (RPR) élu depuis 1994 ne se représente pas.
| Candidats      | Candidats               | Étiquette      | Premier tour | Premier tour | Second tour | Second tour |
| Candidats      | Candidats               | Étiquette      | Voix         | %            | Voix        | %           |
| -------------- | ----------------------- | -------------- | ------------ | ------------ | ----------- | ----------- |
|                | Marie-Françoise Le Guen | DVD-AF         | 4 713        | 39,22        | 6 595       | 59,07       |
|                | Annie Le Men            | PS             | 2 930        | 24,38        | 4 569       | 40,03       |
|                | Gérard Borvon           | Verts          | 1 636        | 13,62        |             |             |
|                | Sylviane Simon          | Alt.MRV        | 1 218        | 10,14        |             |             |
|                | Hervé Le Borgne         | PB             | 884          | 7,36         |             |             |
|                | Clément Daniellou       | FN             | 350          | 2,91         |             |             |
|                | Jean Chevalier          | PCF            | 285          | 2,37         |             |             |
|                |                         |                |              |              |             |             |
| Inscrits       | Inscrits                | Inscrits       | 17 991       | 100,00       | 17 991      | 100,00      |
| Abstention     | Abstention              | Abstention     | 5 674        | 31,54        | 6 309       | 35,17       |
| Votants        | Votants                 | Votants        | 12 317       | 68,46        | 11 682      | 64,93       |
| Blancs et nuls | Blancs et nuls          | Blancs et nuls | 301          | 2,44         | 518         | 4,43        |
| Exprimés       | Exprimés                | Exprimés       | 12 016       | 97,56        | 11 164      | 95,57       |

### Canton de Landivisiau
Charles Miossec (RPR) élu depuis 1982, président du Conseil général de 1988 à 1998 ne se représente pas.
| Candidats      | Candidats          | Étiquette      | Premier tour | Premier tour | Second tour | Second tour |
| Candidats      | Candidats          | Étiquette      | Voix         | %            | Voix        | %           |
| -------------- | ------------------ | -------------- | ------------ | ------------ | ----------- | ----------- |
|                | François Prigent   | RPR (*)        | 3 806        | 47,57        | 3 540       | 47,02       |
|                | Clotilde Dubroeucq | PS             | 3 631        | 45,38        | 3 988       | 52,98       |
|                | Bernard Pacreau    | FN             | 329          | 4,11         |             |             |
|                | Geneviève Élouet   | MNR            | 235          | 2,94         |             |             |
|                |                    |                |              |              |             |             |
| Inscrits       | Inscrits           | Inscrits       | 12 124       | 100,00       | 12 113      | 100,00      |
| Abstention     | Abstention         | Abstention     | 3 530        | 29,12        | 4 194       | 34,62       |
| Votants        | Votants            | Votants        | 8 594        | 70,84        | 7 919       | 65,38       |
| Blancs et nuls | Blancs et nuls     | Blancs et nuls | 593          | 6,90         | 391         | 4,94        |
| Exprimés       | Exprimés           | Exprimés       | 8 001        | 93,10        | 7 528       | 95,06       |

### Canton de Lesneven
Roger Calvez (UDF) élu depuis 1982 ne se représente pas.
| Candidats      | Candidats       | Étiquette      | Premier tour | Premier tour |
| Candidats      | Candidats       | Étiquette      | Voix         | %            |
| -------------- | --------------- | -------------- | ------------ | ------------ |
|                | Jérôme Ronvel   | DVD-AF         | 6 385        | 53,80        |
|                | Prosper Quellec | DVG            | 2 981        | 25,12        |
|                | Pierre Le Bihan | PS             | 1 776        | 14,97        |
|                | Alain Fabre     | FN             | 484          | 4,08         |
|                | Yvon Mest       | PCF            | 241          | 2,03         |
|                |                 |                |              |              |
| Inscrits       | Inscrits        | Inscrits       | 16 898       | 100,00       |
| Abstention     | Abstention      | Abstention     | 4 549        | 26,92        |
| Votants        | Votants         | Votants        | 12 349       | 73,08        |
| Blancs et nuls | Blancs et nuls  | Blancs et nuls | 482          | 3,90         |
| Exprimés       | Exprimés        | Exprimés       | 11 867       | 96,10        |

### Canton de Morlaix
Jean-Jacques Cléach (PS) élu depuis 1976 ne se représente pas.
| Candidats      | Candidats      | Étiquette      | Premier tour | Premier tour | Second tour | Second tour |
| Candidats      | Candidats      | Étiquette      | Voix         | %            | Voix        | %           |
| -------------- | -------------- | -------------- | ------------ | ------------ | ----------- | ----------- |
|                | Gilles Caroff  | App.RPR        | 3 295        | 29,42        | 4 679       | 45,29       |
|                | Michel Le Goff | PS (*)         | 2 973        | 26,54        | 5 652       | 54,71       |
|                | Pierre Barbier | App.PS         | 2 262        | 20,19        | Retrait     | Retrait     |
|                | Michel Marzin  | Verts (ex PSU) | 1 692        | 15,11        |             |             |
|                | Stéphane Mayer | PCF            | 554          | 4,95         |             |             |
|                | Jean Astier    | FN             | 289          | 2,58         |             |             |
|                | Annie Morize   | MNR            | 136          | 1,21         |             |             |
|                |                |                |              |              |             |             |
| Inscrits       | Inscrits       | Inscrits       | 18 027       | 100,00       | 18 027      | 100,00      |
| Abstention     | Abstention     | Abstention     | 6 502        | 35,99        | 7 093       | 39,26       |
| Votants        | Votants        | Votants        | 11 565       | 64,15        | 10 974      | 60,88       |
| Blancs et nuls | Blancs et nuls | Blancs et nuls | 364          | 3,15         | 643         | 5,86        |
| Exprimés       | Exprimés       | Exprimés       | 11 201       | 96,85        | 10 331      | 94,14       |

### Canton d'Ouessant
| Candidats      | Candidats            | Étiquette      | Premier tour | Premier tour |
| Candidats      | Candidats            | Étiquette      | Voix         | %            |
| -------------- | -------------------- | -------------- | ------------ | ------------ |
|                | Jean-Yves Cozan *    | App.UDF        | 402          | 52,01        |
|                | Denis Palluel        | PS             | 317          | 41,01        |
|                | Marie-Louise Ticos   | PCF            | 50           | 6,47         |
|                | Jean-Claude Le Deunf | FN             | 4            | 0,52         |
|                |                      |                |              |              |
| Inscrits       | Inscrits             | Inscrits       | 959          | 100,00       |
| Abstention     | Abstention           | Abstention     | 158          | 16,48        |
| Votants        | Votants              | Votants        | 801          | 85,30        |
| Blancs et nuls | Blancs et nuls       | Blancs et nuls | 28           | 3,50         |
| Exprimés       | Exprimés             | Exprimés       | 773          | 96,50        |

*sortant

### Canton de Plogastel-Saint-Germain
| Candidats      | Candidats         | Étiquette      | Premier tour | Premier tour |
| Candidats      | Candidats         | Étiquette      | Voix         | %            |
| -------------- | ----------------- | -------------- | ------------ | ------------ |
|                | Michel Canévet *  | UDF            | 5 475        | 53,54        |
|                | Pierre Plouzennec | PS             | 3 287        | 32,14        |
|                | Jannick Moriceau  | Verts          | 1 041        | 10,18        |
|                | André Le Poutre   | FN             | 268          | 2,62         |
|                | Antoine Guillemot | MNR            | 155          | 1,52         |
|                |                   |                |              |              |
| Inscrits       | Inscrits          | Inscrits       | 13 874       | 100,00       |
| Abstention     | Abstention        | Abstention     | 3 328        | 23,99        |
| Votants        | Votants           | Votants        | 10 546       | 76,01        |
| Blancs et nuls | Blancs et nuls    | Blancs et nuls | 320          | 3,03         |
| Exprimés       | Exprimés          | Exprimés       | 10 226       | 96,97        |

*sortant

### Canton de Ploudiry
| Candidats      | Candidats         | Étiquette      | Premier tour | Premier tour |
| Candidats      | Candidats         | Étiquette      | Voix         | %            |
| -------------- | ----------------- | -------------- | ------------ | ------------ |
|                | François Marc *   | PS             | 1 817        | 74,99        |
|                | Philippe Simon    | DVD-AF         | 382          | 15,77        |
|                | Dominique Chorlay | REG            | 96           | 3,96         |
|                | André Lamendour   | FN             | 75           | 3,10         |
|                | Thierry Cariou    | PCF            | 53           | 2,19         |
|                |                   |                |              |              |
| Inscrits       | Inscrits          | Inscrits       | 3 181        | 100,00       |
| Abstention     | Abstention        | Abstention     | 685          | 21,53        |
| Votants        | Votants           | Votants        | 2 496        | 78,47        |
| Blancs et nuls | Blancs et nuls    | Blancs et nuls | 73           | 2,92         |
| Exprimés       | Exprimés          | Exprimés       | 2 423        | 97,08        |

*sortant

### Canton de Plouigneau
| Candidats      | Candidats          | Étiquette      | Premier tour | Premier tour | Second tour | Second tour |
| Candidats      | Candidats          | Étiquette      | Voix         | %            | Voix        | %           |
| -------------- | ------------------ | -------------- | ------------ | ------------ | ----------- | ----------- |
|                | Joseph Urien       | App.UDF        | 2 625        | 42,99        | 2 950       | 50,57       |
|                | Robert Moreau *    | PS             | 2 478        | 40,52        | 2 884       | 49,43       |
|                | Jean-Pierre Beuzit | PCF            | 877          | 14,34        |             |             |
|                | Dominique Souetre  | FN             | 135          | 2,21         |             |             |
|                |                    |                |              |              |             |             |
| Inscrits       | Inscrits           | Inscrits       | 8 139        | 100,00       | 8 137       | 100,00      |
| Abstention     | Abstention         | Abstention     | 1 842        | 22,63        | 2 145       | 26,36       |
| Votants        | Votants            | Votants        | 6 297        | 77,37        | 5 992       | 73,64       |
| Blancs et nuls | Blancs et nuls     | Blancs et nuls | 182          | 2,89         | 158         | 2,64        |
| Exprimés       | Exprimés           | Exprimés       | 6 115        | 97,11        | 5 834       | 97,36       |

*sortant

### Canton de Pont-Aven
| Candidats      | Candidats           | Étiquette      | Premier tour | Premier tour | Second tour | Second tour |
| Candidats      | Candidats           | Étiquette      | Voix         | %            | Voix        | %           |
| -------------- | ------------------- | -------------- | ------------ | ------------ | ----------- | ----------- |
|                | Jean-Yves Le Meur * | PS             | 2 509        | 28,76        | 3 627       | 43,41       |
|                | Gérard Martin       | DVD            | 2 292        | 26,27        | 4 728       | 56,59       |
|                | Jeannine Corribras  | UDF            | 1 040        | 11,92        |             |             |
|                | Daniel Picol        | Alt.           | 1 015        | 11,63        |             |             |
|                | Jean-Claude Rivet   | App.UDF        | 655          | 7,51         |             |             |
|                | Isabelle Moing      | UDB            | 378          | 4,33         |             |             |
|                | Éric Péron          | PCF            | 308          | 3,53         |             |             |
|                | Anne Jouan          | FN             | 288          | 3,30         |             |             |
|                | Anne-Marie Kerléo   | MNR            | 239          | 2,74         |             |             |
|                |                     |                |              |              |             |             |
| Inscrits       | Inscrits            | Inscrits       | 13 417       | 100,00       | 13 417      | 100,00      |
| Abstention     | Abstention          | Abstention     | 4 372        | 32,59        | 4 658       | 34,72       |
| Votants        | Votants             | Votants        | 9 045        | 67,41        | 8 759       | 65,28       |
| Blancs et nuls | Blancs et nuls      | Blancs et nuls | 321          | 3,55         | 404         | 4,61        |
| Exprimés       | Exprimés            | Exprimés       | 8 724        | 96,45        | 8 355       | 95,38       |

*sortant

### Canton de Quimper-1 (centre-Kerfeunteun)
| Candidats      | Candidats               | Étiquette      | Premier tour | Premier tour | Second tour | Second tour |
| Candidats      | Candidats               | Étiquette      | Voix         | %            | Voix        | %           |
| -------------- | ----------------------- | -------------- | ------------ | ------------ | ----------- | ----------- |
|                | Jean-Louis Gagnepain    | DL             | 3 746        | 37,18        | 5 647       | 51,50       |
|                | Jean-Claude Joseph *    | PS             | 3 146        | 31,23        | 5 319       | 48,50       |
|                | André Quentel           | Verts          | 1 429        | 14,18        |             |             |
|                | Loïc Philippon          | K.2010         | 561          | 5,60         |             |             |
|                | Marie-Claire Poder      | PCF            | 389          | 3,86         |             |             |
|                | Claudine Dupont-Tingaud | MNR            | 278          | 2,76         |             |             |
|                | Bernard Le Mao          | UDB            | 264          | 2,62         |             |             |
|                | Gilles Moutierv         | 262            | 2,60         |              |             |             |
|                |                         |                |              |              |             |             |
| Inscrits       | Inscrits                | Inscrits       | 16 292       | 100,00       | 16 592      | 100,00      |
| Abstention     | Abstention              | Abstention     | 6 182        | 37,26        | 5 216       | 31,44       |
| Votants        | Votants                 | Votants        | 10 410       | 63,84        | 11 376      | 68,56       |
| Blancs et nuls | Blancs et nuls          | Blancs et nuls | 335          | 3,22         | 410         | 3,60        |
| Exprimés       | Exprimés                | Exprimés       | 10 075       | 96,78        | 10 966      | 96,50       |

*sortant

### Canton de Quimper-2 (Érgué-Armel Érgué-Gabéric)
Pierre Faucher (PS) élu depuis 1988 ne se représente pas.
| Candidats      | Candidats          | Étiquette      | Premier tour | Premier tour | Second tour | Second tour |
| Candidats      | Candidats          | Étiquette      | Voix         | %            | Voix        | %           |
| -------------- | ------------------ | -------------- | ------------ | ------------ | ----------- | ----------- |
|                | Allain Le Roux     | RPR            | 4 068        | 33,77        | 5 606       | 46,69       |
|                | Maryvonne Blondin  | PS (*)         | 3 422        | 28,41        | 6 400       | 53,31       |
|                | Alain Uguen        | Verts          | 1 509        | 12,53        |             |             |
|                | Marc Andro         | K.2010         | 1 469        | 12,20        |             |             |
|                | Jean Guyomarc'h    | PCF            | 564          | 4,68         |             |             |
|                | Michel Dor         | MNR            | 423          | 3,51         |             |             |
|                | Marie-Anne Haas    | FN             | 318          | 2,64         |             |             |
|                | Martine Le Brumant | UDB            | 272          | 2,26         |             |             |
|                |                    |                |              |              |             |             |
| Inscrits       | Inscrits           | Inscrits       | 19 201       | 100,00       | 19 201      | 100,00      |
| Abstention     | Abstention         | Abstention     | 6 759        | 35,20        | 6 757       | 35,19       |
| Votants        | Votants            | Votants        | 12 442       | 64,80        | 12 444      | 64,81       |
| Blancs et nuls | Blancs et nuls     | Blancs et nuls | 397          | 3,19         | 438         | 3,52        |
| Exprimés       | Exprimés           | Exprimés       | 12 045       | 96,81        | 12 006      | 96,48       |

### Canton de Quimper-3 (Penhars Plomelin-Pluguffan)
| Candidats      | Candidats                   | Étiquette      | Premier tour | Premier tour | Second tour | Second tour |
| Candidats      | Candidats                   | Étiquette      | Voix         | %            | Voix        | %           |
| -------------- | --------------------------- | -------------- | ------------ | ------------ | ----------- | ----------- |
|                | Serge Jacques-Sébastien     | UDF            | 3 346        | 34,17        | 4 595       | 47,57       |
|                | Armelle Uruguen             | PS             | 2 159        | 22,05        | 5 065       | 52,43       |
|                | Daniel Le Bigot             | Verts          | 1 673        | 17,09        |             |             |
|                | Yvonne Rainero              | PCF            | 586          | 5,98         |             |             |
|                | Anna-Vari Chapalain         | K.2010         | 584          | 5,96         |             |             |
|                | René Corler                 | FN             | 381          | 3,89         |             |             |
|                | Annaïg Le Gars              | UDB            | 377          | 3,85         |             |             |
|                | Georges de Rémond du Chalas | MNR            | 364          | 3,72         |             |             |
|                | Bruno Lagadec               | PRG            | 322          | 3,29         |             |             |
|                |                             |                |              |              |             |             |
| Inscrits       | Inscrits                    | Inscrits       | 16 225       | 100,00       | 16 225      | 100,00      |
| Abstention     | Abstention                  | Abstention     | 6 028        | 37,15        | 6 156       | 37,94       |
| Votants        | Votants                     | Votants        | 10 197       | 62,85        | 10 069      | 62,06       |
| Blancs et nuls | Blancs et nuls              | Blancs et nuls | 405          | 3,97         | 409         | 4,06        |
| Exprimés       | Exprimés                    | Exprimés       | 9 792        | 96,03        | 9 660       | 95,94       |

### Canton de Quimperlé
| Candidats      | Candidats           | Étiquette      | Premier tour | Premier tour |
| Candidats      | Candidats           | Étiquette      | Voix         | %            |
| -------------- | ------------------- | -------------- | ------------ | ------------ |
|                | Louis Le Pensec *   | PS             | 5 831        | 58,80        |
|                | Atto Dossena        | DL             | 1734         | 17,49        |
|                | Jean-Jacques Faure  | Verts          | 875          | 8,82         |
|                | Corentin Le Tocquec | PCF            | 746          | 7,52         |
|                | Alexis Sellin       | FN             | 399          | 4,02         |
|                | Stéphane Bian       | UDB            | 332          | 3,35         |
|                |                     |                |              |              |
| Inscrits       | Inscrits            | Inscrits       | 15 516       | 100,00       |
| Abstention     | Abstention          | Abstention     | 5 301        | 34,16        |
| Votants        | Votants             | Votants        | 10 215       | 65,84        |
| Blancs et nuls | Blancs et nuls      | Blancs et nuls | 298          | 2,92         |
| Exprimés       | Exprimés            | Exprimés       | 9 917        | 97,08        |

*sortant

### Canton de Saint-Renan
André Cheminant (RPR) élu depuis 1970 est mort en 1994.Bernard Foricher (DVD-AF) est élu lors de la partielle qui suit.
| Candidats      | Candidats            | Étiquette      | Premier tour | Premier tour | Ballotage | Ballotage |
| Candidats      | Candidats            | Étiquette      | Voix         | %            | Voix      | %         |
| -------------- | -------------------- | -------------- | ------------ | ------------ | --------- | --------- |
|                | Bernard Foricher *   | DVD-AF         | 4 933        | 33,44        | 7 369     | 61,46     |
|                | Roger Abalain        | PS             | 2 963        | 20,09        | 4 620     | 38,54     |
|                | Ronan Tanguy-Kérébel | RPF            | 2 308        | 15,65        |           |           |
|                | Jean Augereau        | Les Verts-Alt. | 1 919        | 13,01        |           |           |
|                | Jacques André        | RPR            | 846          | 5,74         |           |           |
|                | Gilbert Quillévéré   | UDB            | 746          | 5,06         |           |           |
|                | Alain Cariou         | PCF            | 450          | 3,05         |           |           |
|                | Joseph Cloarec       | FN             | 401          | 2,72         |           |           |
|                | Marie-Ange Léal      | MNR            | 184          | 1,25         |           |           |
|                |                      |                |              |              |           |           |
| Inscrits       | Inscrits             | Inscrits       | 21 877       | 100,00       | 21 877    | 100,00    |
| Abstention     | Abstention           | Abstention     | 6 763        | 30,91        | 9 305     | 42,54     |
| Votants        | Votants              | Votants        | 15 114       | 69,09        | 12 571    | 57,46     |
| Blancs et nuls | Blancs et nuls       | Blancs et nuls | 364          | 2,41         | 582       | 4,63      |
| Exprimés       | Exprimés             | Exprimés       | 14 750       | 97,59        | 11 989    | 95,37     |

*sortant

### Canton de Scaër
François Bleuzen (UDF) élu depuis 1994 ne se représente pas.
| Candidats      | Candidats            | Étiquette      | Premier tour | Premier tour | Second tour | Second tour |
| Candidats      | Candidats            | Étiquette      | Voix         | %            | Voix        | %           |
| -------------- | -------------------- | -------------- | ------------ | ------------ | ----------- | ----------- |
|                | Jeanne-Yvonne Triché | UDF (*)        | 1 907        | 39,79        | 2 551       | 53,27       |
|                | Jacques Lebihan      | PS             | 1 255        | 26,18        | 2 238       | 46,73       |
|                | Corentin Kernéis     | PCF            | 872          | 18,19        |             |             |
|                | Roland Dufleit       | GÉ             | 315          | 6,57         |             |             |
|                | Charles Burel        | Diss.UDF       | 298          | 6,22         |             |             |
|                | Jean Pann            | REG            | 146          | 3,05         |             |             |
|                |                      |                |              |              |             |             |
| Inscrits       | Inscrits             | Inscrits       | 6 532        | 100,00       | 6 532       | 100,00      |
| Abstention     | Abstention           | Abstention     | 1 580        | 24,19        | 1 582       | 24,23       |
| Votants        | Votants              | Votants        | 4 952        | 75,81        | 4 947       | 75,74       |
| Blancs et nuls | Blancs et nuls       | Blancs et nuls | 159          | 3,21         | 158         | 3,19        |
| Exprimés       | Exprimés             | Exprimés       | 4 793        | 96,79        | 4 789       | 96,81       |

### Canton de Sizun
| Candidats      | Candidats            | Étiquette      | Premier tour | Premier tour |
| Candidats      | Candidats            | Étiquette      | Voix         | %            |
| -------------- | -------------------- | -------------- | ------------ | ------------ |
|                | Jean-Pierre Breton * | RPR            | 1 392        | 57,47        |
|                | Raymond Lever        | PS             | 838          | 34,60        |
|                | Yves Bervas          | DVD            | 149          | 6,15         |
|                | Pierre Éloire        | FN             | 43           | 1,78         |
|                |                      |                |              |              |
| Inscrits       | Inscrits             | Inscrits       | 3 101        | 100,00       |
| Abstention     | Abstention           | Abstention     | 622          | 20,06        |
| Votants        | Votants              | Votants        | 2 479        | 79,94        |
| Blancs et nuls | Blancs et nuls       | Blancs et nuls | 57           | 2,30         |
| Exprimés       | Exprimés             | Exprimés       | 2 422        | 97,70        |

*sortant

### Canton de Taulé
Claude Bernard (UDF) élu depuis 1982 ne se représente pas.
| Candidats      | Candidats           | Étiquette      | Premier tour | Premier tour | Second tour | Second tour |
| Candidats      | Candidats           | Étiquette      | Voix         | %            | Voix        | %           |
| -------------- | ------------------- | -------------- | ------------ | ------------ | ----------- | ----------- |
|                | Raymond Mercier     | DVD (*)        | 2 466        | 44,85        | 2 800       | 52,42       |
|                | André Péron         | PS             | 1 964        | 35,72        | 2 541       | 47,58       |
|                | Jean-François Bayec | Verts          | 720          | 13,10        |             |             |
|                | Élisabeth Pacreau   | FN             | 188          | 3,42         |             |             |
|                | Pierre Folgalvez    | UDB            | 160          | 2,91         |             |             |
|                |                     |                |              |              |             |             |
| Inscrits       | Inscrits            | Inscrits       | 7 682        | 100,00       | 7 682       | 100,00      |
| Abstention     | Abstention          | Abstention     | 2 010        | 26,17        | 2 193       | 28,55       |
| Votants        | Votants             | Votants        | 5 672        | 73,84        | 5 489       | 71,45       |
| Blancs et nuls | Blancs et nuls      | Blancs et nuls | 174          | 3,07         | 148         | 2,70        |
| Exprimés       | Exprimés            | Exprimés       | 5 498        | 96,58        | 5 341       | 97,30       |